# Styków (Sainte-Croix)
Pour les articles homonymes, voir Styków.
Styków est une localité polonaise de la gmina de Brody, située dans le powiat de Starachowice en voïvodie de Sainte-Croix.